# MBLAQ
MBLAQ, (în Hangul, 엠블랙, acronim pentru Music Boys Live in Absolute Quality) este un cvintet sud-coreean creat de cântărețul pop R&B, producătorul și actorul Rain în cadrul companiei J.Tune Camp. Cei 5 membri sunt: Seung Ho (Yang Seung Ho: Lider), G.O (Jung Byung Hee: Vocalist), Joon (Lee Chang Sun: Vocalist), Thunder/Cheon Doong (Park Sang Hyun: Vocalist/Rapper), și Mir (Bang Cheol Yong: Rapper). Trupa a debutat în 9 octombrie 2009 la concertul lui Rain, Legend of Rainism.
Pe 14 octombrie 2009 trupa și-a lansat albumul de debut, "Just BLAQ", care intrat în diverse topuri muzicale online și off-line din Coreea de Sud. Apoi grupul a lansat cel de-al doilea album Y pe 19 mai 2010, o piesă inițial compusă de Rain pentru el însuși. El a creat versurile, muzica și coregrafia pentru Y. Pe 10 ianuarie 2011, trupa și-a lansat primul album de studio, BLAQ Style.
1

## Istoric

### 2009: Just BLAQ
Fiind instruiți timp de 2 ani, MBLAQ au fost prezentați pentru prima oară pe 21 septembrie 2009, apărând în revista Nylon. Grupul a apărut mai apoi alături de Rain în concertul Legend of Rainism. Au cântat atunci diferite piese de pe albumul lor "Just BLAQ" și au fost primiți cu laudă, cu mulți spectatori la concert și fani care îi considerau ca fiind următorii DBSK. Trupa a lansat un teaser pentru melodia lor de debut, "Oh Yeah", pe 12 octombrie, videoclipul apărând 2 zile mai târziu. În aceeași zi ca videoclipul a apărut și albumul de debut "Just BLAQ", intrând în diverse topuri din Coreea de Sud. Ziua următoare, debutul formației interpretând melodia "Oh Yeah" a fost difuzat la M.Net M!Countdown..
La începutul lui decembrie, formația a debutat în Japonia, rezultând un documentar realizat în jurul șederii lor acolo . Mai târziu în acea lună, trupa a început promovarea următoarei melodii, "G.O.O.D Luv", al cărei videoclip a fost lansat pe 10 decembrie 2009.

### 2010: Y
În 19 mai 2010, formația a lansat cel de-al doilea single, Y, o piesă produsă, compusă și scrisă de Rain. Videoclipul pentru melodia "Y" a fost lansat în aceeași zi la miezul nopții.. MBLAQ a câștigat locul 1 pe 3 iunie 2010 la emisiunea M!Countdown, si au fost votați drept Cea Mai Bună Formație Debutantă pentru prima jumătate a anului 2010 într-un sondaj realizat de site-uri de muzică din Coreea de Sud, obținând 46% din voturi.
Pe 29 decembrie 2010, MBLAQ a lansat un teaser la videoclipul melodiei de pe viitorul album. Primul lor album a fost lansat pe 10 ianuarie 2011.
În data de 30 decembrie 2010, J.Tune Entertainment a fuzionat cu JYP Entertainment. Însă, MBLAQ este parte a J.Tune Camp, și nu este considerată sub conducerea JYP Entertainmnet.

### 2011: BLAQ Style, Debutul în Japonia și Mona Lisa

#### BLAQ Style
Deși aveau programată întoarcerea în noiembrie 2010, J.Tune Camp a dezvăluit în decembrie că grupul se va întoarce pe scena muzicală în ianuarie 2011. MBLAQ a expus reclame pe autobuze și în stațiile de transport în comun din Seul înaintea lansării albumului și a fost dezvăluit că MBLAQ au participat personal în producția albumului, alegând toate piesele incluse pe album. Seungho a declarat: " Ca  o formă de independență (de Rain), am ales personal toate cântecele și am participat la producție." Seungho a compus și a cântat la pian piesa introductivă Sad Memories, iar Mir a scris partea de rap pentru piesa You're my +.
Pe 3 ianuarie 2011, J.Tune Camp a lansat pe Youtube videoclipul pentru Cry, o piesă R&B produsă de E-Tribe. Videoclipul a înregistrat peste 500,000 de vizualizări într-o săptamână. Un teaser la videoclip a fost lansat în 29 decembrie 2010, inaintea dezvăluirii intregului videoclipul în ianuarie. Între momentul dezvăluirii videoclipului pentru Cry și cel al dezvăluirii albumului, MBLAQ a lansat pozele pentru BLAQ Style. Înaintea lansării albumului pe 10 ianuarie 2011, MBLAQ a susținut un fan-meeting pentru 1500 de fani în 9 ianuarie, unde fanii au putut să urmărească prima interpretare a melodiei Cry și, de asemenea, a melodiei ce urma să fie dezvăluită mai târziu, Stay. Pe 10 ianuarie 2011, MBLAQ și-au lansat primul album de studio și două teasere de videoclip pentru melodia Stay. După doar o zi de la lansarea albumului, MBLAQ a înregistrat 25,000 de comenzi pentru album. În 11 ianuarie 2011, J.Tune Camp a lansat pe Youtube videoclipul întreg pentru Stay , care a înregistrat peste 400,000 de vizualizări într-o săptămână.

#### Mona Lisa
Fan-clubul oficial MBLAQ a fost anunțat în noiembrie 2009, fiind numit A+, sau în hangul, 에이프러스.

## Membri

#### Yang Seung Ho
- Nume în hangul - 양승호
- Data nașterii - 16 octombrie 1987
- Rude - Un frate mai mic
- Educație - A absolvit Liceul de Artă Anyang
- Nume de scenă - Seung Ho
- Funcție - Lider și vocalist

#### Jung Byung Hee
- Nume în hangul - 정병희
- Data nașterii - 6 noiembrie 1987
- Nume de scenă - G.O (지오)
- Funcție - Vocalist

#### Lee Chang Sun
- Nume în hangul - 이창선
- Data nașterii - 7 februarie 1988
- Nume de scenă - Lee Joon (이준)
- Funcție - Vocalist
- Educație - Specializat în dans la Universitatea Națională de Arte din Coreea

#### Park Sang Hyun
- Nume în hangul - 박상현
- Data nașterii - 7 octombrie 1990
- Rude - O soră mai mică și o soră mai mare. Sora mai mare este Sandara Park, membră a formației 2NE1.
- Nume de scenă - Cheon Doong (천둥), însemnând Thunder (tunet) în coreeană.
- Funcție - Vocalist și rapper.

#### Bang Cheol Yong
- Nume în hangul - 방철용
- Data nașterii - 10 martie 1991
- Rude - Două surori mai mari. Cea de-a doua soră este actrița Go Eun Ah.
- Nume de scenă - Mir (미르).
- Funcție - Rapper.

## Concerte
- Men in MBLAQ (2011)

- Concertul a fost susținut pe Stadionul Jamsil în data de 20 august.
- Biletele s-au epuizat într-o oră de la punerea în vânzare.

- THE BLAQ% TOUR (2012)

## Reality Show-uri
| Anul | Titlul                            |
| ---- | --------------------------------- |
| 2009 | Yo' Tokyo                         |
| 2009 | MBLAQ's Art Of Seduction          |
| 2009 | Idol Army Sezonul 5               |
| 2010 | Celebrity Goes To School          |
| 2010 | Raising Idol                      |
| 2010 | Infinite Girls                    |
| 2010 | MBLAQ's Making The Artist         |
| 2011 | MBLAQ's Sesame Player (Sezonul 1) |
| 2012 | Hello Baby Sezonul 5              |

## Colaborări

### MBLAQ
MBLAQ vor participa la înregistrarea unei melodii pentru coloana sonoră a unui film animat 3D bazat pe serialul coreean de succes Full House. Filmul va fi lansat în Coreea și Japonia în noiembrie 2010.

### Seung Ho
- Lee Hyunjung feat Yang Seung Ho - Grey Sky ( 반올림 OST) (2006)
- Hoody H feat. Seung Ho - One. Single-ul digital a fost lansat pe 7 septembrie. (2010)

### G.O
- Duet cu J.Ae - Even if we can't speak of the end (2010)
- A lansat pe 3 septembrie 2010 un single alături de Nassun[22] și produs de E-Tribe. Videoclipul piesei O-IWI-O a fost lansat pe 3 septembrie la miezul nopții.
- O altă colaborare cu Nassun a fost lansată pe 15 septembrie în piesa intitulată ONE. (2010)
- Colaborare cu Jea (Brown Eyed Girls) în piesa Because You Sting lansată pe 28 decembrie[23] (2010)
- Pe 3 iulie și-a lansat cantecul solo Even in My Dreams (2011)

### Joon
- A apărut cu un rol mic în serialul produs de Munhwa Broadcasting Corporation - That Person is Coming/그분이 오신다 (2008)
- A apărut în filmul Ninja Assassin în rolul lui Raizo adolescent (2009)
- A apărut în videoclipul lui Kan Mi Youn - Going Crazy (2010)
- A jucat în serialul Jungle Fish 2 (2010)
- A apărut în drama Housewife Kim Kwang Ja's Third Activities (2010)
- A apărut alături de IU în videoclipul lui K.Will - My Heart is Beating (2011)[24]
- A realizat dublajul în limba coreeană a personajului Gnomeo, din filmul Gnomeo & Juliet, lansat pentru Coreea, alături de Jiyeon din trupa T-ara (2011)[25]
- A apărut în filmul Jungle Fish 2 (2011)
- A apărut în videoclipul lui Hyuna - Bubble pop (2011)

### Mir
- Rapper în melodia lui Ahn Jin Kyoung (de la Baby Vox Re.V fame) Bad Person (2010)
- Rapper în melodia lui Kan Mi Youn - Going Crazy alături de Lee Joon (MBLAQ) (2010)
- Rapper în melodia lui G.O (MBLAQ) - Even in my dreams și apare în videoclip (2011)

### Cheon Doong
- A apărut în videoclipul lui IU - Missing Child (2009)
- A apărut în videoclipul lui Lyn - Celebration (2009)
- A apărut în videoclipul lui K.Will - Gift alături de Dong Ho din U-KISS și Lee Gi Kwang din BEAST (2010)[26]
- Rapper în melodia lui IU - Merry Christmas in Advance de pe albumul ei REAL (2010)[27]

## Discografie
| Albume de studio - BLAQ Style (2011) Repackaged Studio Albums - BLAQ Style - 3D Edition (2011) Extended plays - Y (2010) - Mona Lisa (2011) - 100% Ver. (2012) Repackaged EPs - BLAQ%Ver. (2012) Single-uri - Just BLAQ (2009) Single-uri Digitale - If You Come Into My Heart feat. C-Luv (2010) - White Forever (2011) | Compilații - BLAQ Memories (2012) Single-uri - Your Luv (2011) - Baby U! (2011) DVD-uri - Mona Lisa Style (2011) - This is War Music Story (2012) |

## Premii
| Anul | Premiul |
| ---- | --- |
| 2010 | - 17th Annual Republic of Korea Entertainment Arts Awards Ceremony: Cel mai Bun Grup Masculin - 18th Korean Culture Entertainment Awards: New Generation Popular Music Teen Singer Award |
| 2011 | - Asia Jewelry Awards: Diamond Award - 19th Korean Cultural Entertainment Awards: Idol Music Grand Award                                                                                 |
| 2012 | - 26th Golden Disk Awards: Disk Bonsang - 7th Annual Asia Model Awards: Popular Singer Award                                                                                             |

## Premii de la Programe Muzicale

### M! Countdown
| Anul | Data        | Melodia     |
| ---- | ----------- | ----------- |
| 2010 | 3 iunie     | Y           |
| 2012 | 26 ianuarie | This Is War |
| 2012 | 2 februarie | This Is War |